# Pfarrkirche Pucking

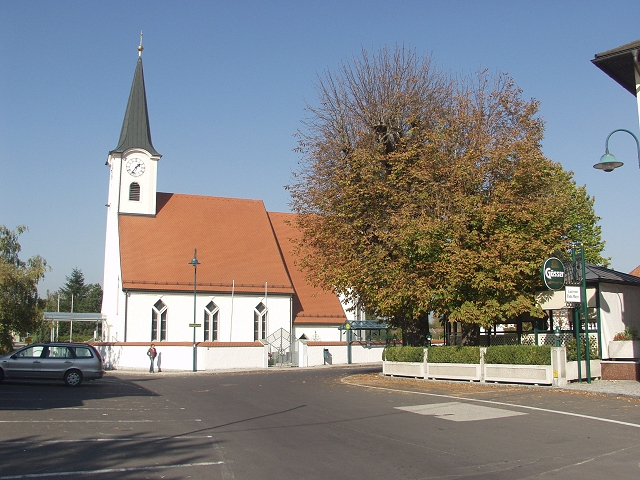
Katholische Pfarrkirche hl. Michael in Pucking

Die Pfarrkirche Pucking steht im Ort Pucking in der Gemeinde Pucking in Oberösterreich. Die römisch-katholische Pfarrkirche hl. Michael gehört zur Pfarrteilgemeinde Pucking in der Pfarre TraunerLand in der Diözese Linz. Die Kirche und der Friedhof stehen unter Denkmalschutz (Listeneintrag).

## Geschichte
Eine Kirche wurde urkundlich zum Ende des 13. Jahrhunderts genannt.

## Architektur
Der spätgotische eingezogene niedrigere zweijochige Chor mit einem Dreiachtelschluss hat ein Netzrippengewölbe. Das einschiffige zweijochige Langhaus mit einem Sternrippengewölbe wurde im 19. Jahrhundert verbreitert. Der Westturm trägt ein Pyramidendach. Das Sakristeiportal ist gotisch. In einer Nische über dem Südportal steht eine spätgotische Muttergottesstatue aus Holz um 1530, welche barock überarbeitet und ergänzt wurde.

## Ausstattung
Die Einrichtung ist neugotisch. Auf der Westempore sind zwei barocke Statuen aus dem zweiten Viertel des 18. Jahrhunderts. 